# تقلب (المال)

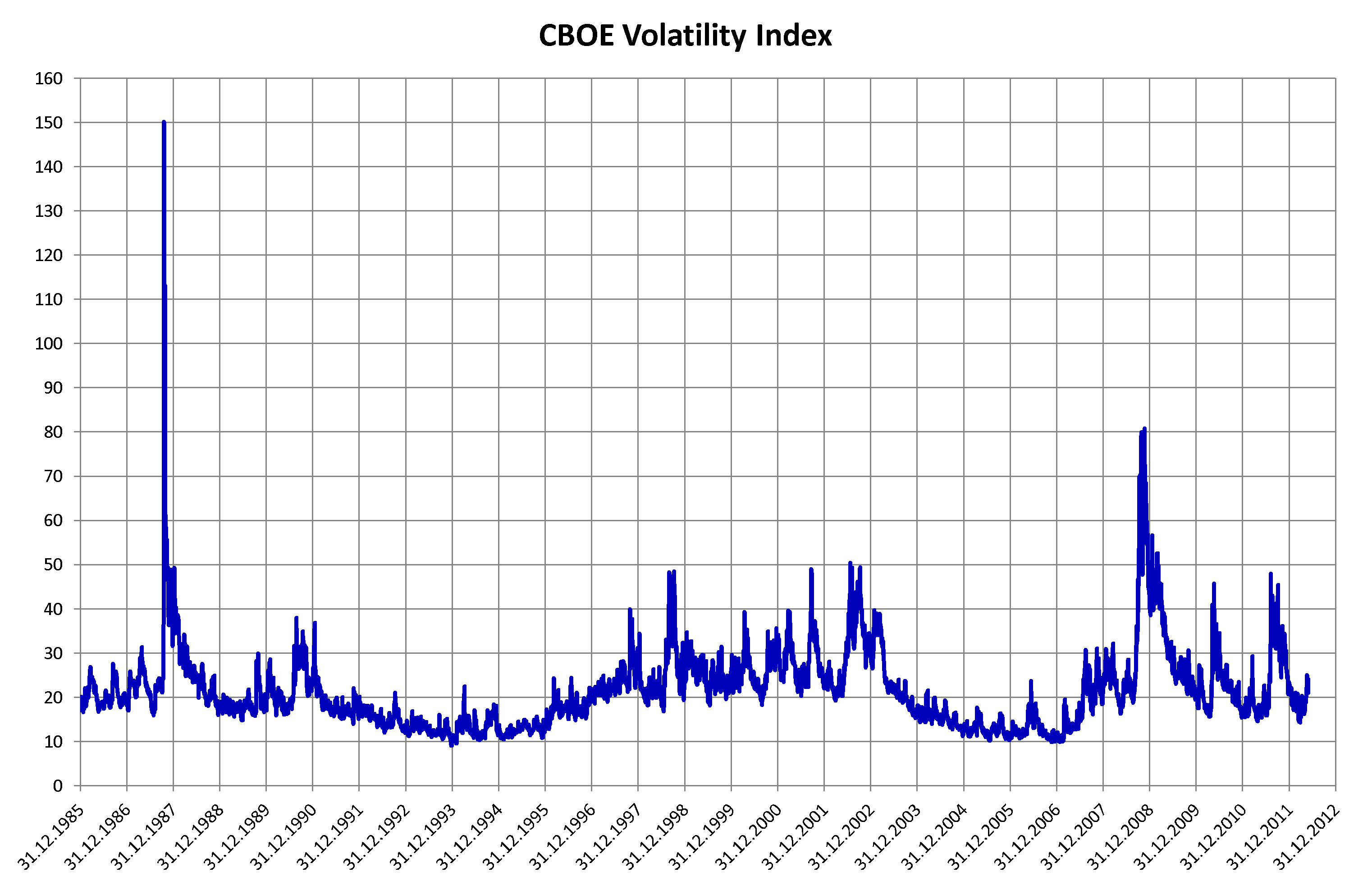
مؤشر التقلب VIX

التقلب في التمويل درجة التباين في سلسلة أسعار التداول بمرور الوقت، وتقاس بالانحراف المعياري لمعدل العائد.